# 御霊神社 (三田市)

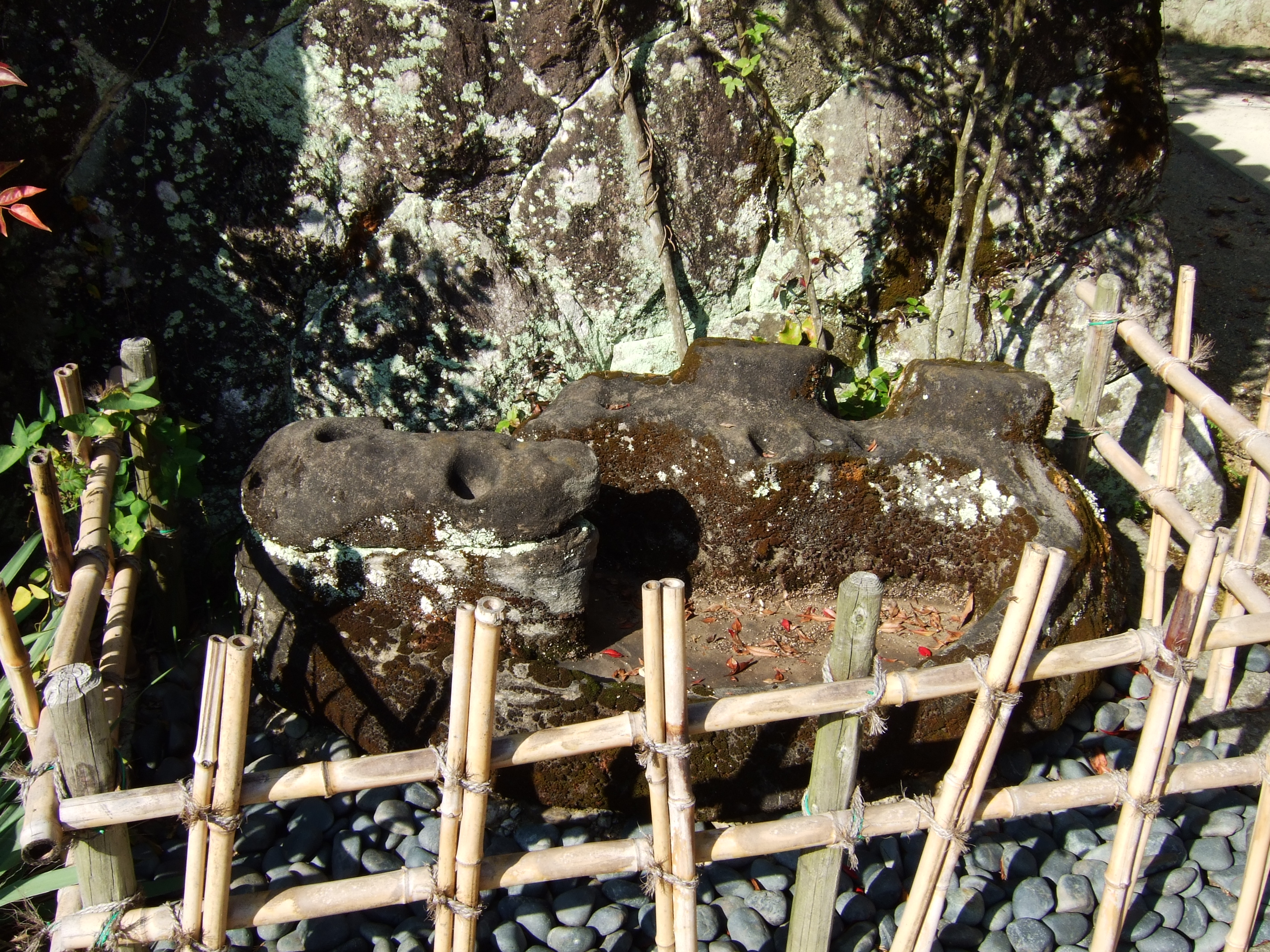
夜泣き石（茶臼石）

御霊神社（ごりょうじんじゃ）は、兵庫県三田市にある神社。本殿の建造物は文明2年に村人たちによって再建され当時の神仏習合を表現したものが見られる、本殿は国の重要文化財に指定されている。

## 祭神
- 伊弉諾命
- 伊弉冊命

## 文化財

### 重要文化財
- 本殿 - 文明2年（1470年）再建。

## 所在地
兵庫県三田市貴志字美内1100

## アクセス
- 鉄道：JR西日本、新三田駅より神姫バス「御霊神社」下車

## 近隣情報
- 北摂三田ニュータウン